# František Přidálek
Msgre. František Přidálek (23. ledna 1871, Kralice na Hané – 22. července 1942, Přerov) byl český římskokatolický kněz, dlouholetý farář v Přerově a tajný papežský komoří.

## Život
Kněžské svěcení přijal v roce 1893, od roku 1902 působil v Přerově jako katecheta. Když po první světové válce přešlo patronátní právo k přerovskému farnímu kostelu na město, zvolilo jej městské zastupitelstvo dne 6. prosince 1918 novým farářem, jímž se Přidálek stal na počátku roku 1919. Po několika letech byl jmenován rovněž místoděkanem a posléze děkanem přerovského děkanátu. Pro přerovský kostel sv. Vavřince nechal v roce 1924 pořídit nové zvony, kostel samotný dal nově omítnout, uvnitř vymalovat a jeho střechu pokrýt taškami (opravy byly dokončeny roku 1928). Dne 14. února 1935 jej papež Pius XI. jmenoval tajným komořím Jeho Svatosti. Ve farářském i děkanském úřadě setrval František Přidálek až do své smrti.

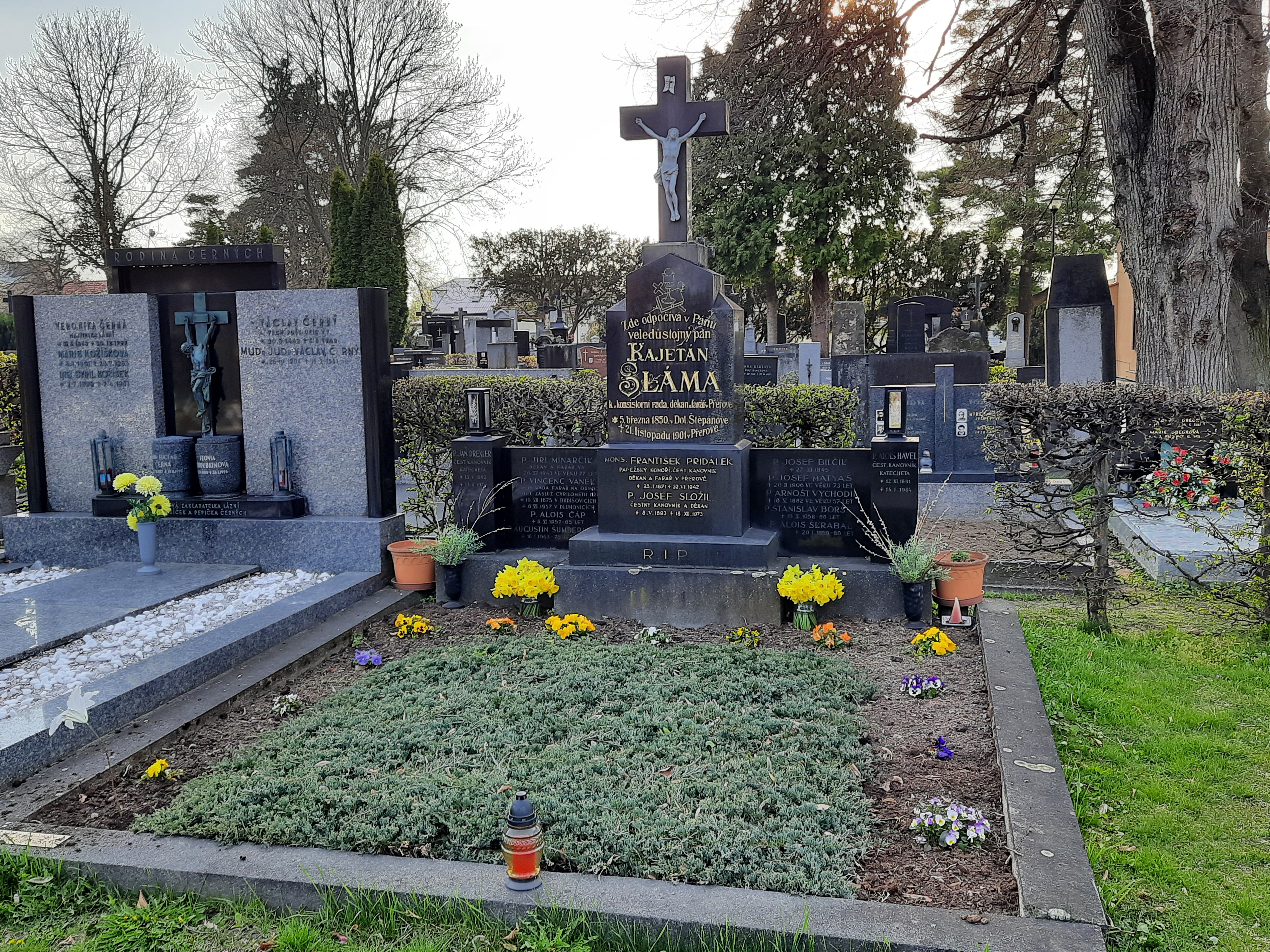
Kněžský hrob na přerovském městském hřbitově

Zemřel 22. července 1942 v Přerově. Pohřben byl v kněžském hrobě na městském hřbitově v Přerově.